# 天神川通
天神川通（てんじんがわどおり）は京都市右京区の主要な南北の通りの一つである。別名葛野中通とも呼ばれる。

## 概要
通り名は御池通から八条通の間横を流れる天神川より由来する。北は丸太町通の双ヶ丘交差点から始まり天神川の西岸を進むが、五条通以南の西京極橋で東岸に移り、南は八条通の桂小橋交差点付近まで。
五条通より北は国道162号となっているために交通量が多く、また2車線の道で、三条通を通る嵐電と平面交差する辺りで渋滞が起こりやすいために、太子道までは東に並行する葛野大路通をバイパスとして使う車両が多い。

## 沿道の主な施設
- 法金剛院
- 木嶋坐天照御魂神社（蚕の社）
- 大日本印刷京都工場
- 京都市営地下鉄東西線 - 太秦天神川駅
- 京福電気鉄道嵐山本線 - 嵐電天神川駅
- サンサ右京
- 三菱自動車工業京都工場
- 京都外大西高等学校
- 京都外国語大学
- 京都外国語短期大学
- 学校法人光華女子学園
  - 京都光華女子大学
  - 京都光華女子大学短期大学部
  - 京都光華中学校・高等学校
- 京都市西京極総合運動公園
  - 京都市体育館
  - 陸上競技場兼球技場
  - 野球場
  - 補助競技場
  - 京都アクアリーナ
- 阪急京都本線 - 西京極駅

## 交差する道路など
- 交差する道路などの特記がないものは市道。

| 交差する道路など 西←<天神川通>→東  | 交差する道路など 西←<天神川通>→東  | 交差する場所                      | 路線番号                          | 起点から (km)                     |                    |
| ---------------------------------- | ---------------------------------- | --------------------------------- | --------------------------------- | --------------------------------- | ------------------ |
| 国道162号<周山街道>京北・高雄方面  | 国道162号<周山街道>京北・高雄方面  | 国道162号<周山街道>京北・高雄方面 | 国道162号<周山街道>京北・高雄方面 | 国道162号<周山街道>京北・高雄方面 | 北↑ ∧天神川通∨ ↓南 |
| 市道187号鹿ヶ谷嵐山線 <丸太町通>   | 市道187号鹿ヶ谷嵐山線 <丸太町通>   | 双ヶ丘                            | 国道162号                         |                                   | 北↑ ∧天神川通∨ ↓南 |
| 山陰本線（嵯峨野線）               |                                    |                                   | 国道162号                         |                                   | 北↑ ∧天神川通∨ ↓南 |
| 府道131号花園停車場広隆寺線        |                                    |                                   | 国道162号                         |                                   | 北↑ ∧天神川通∨ ↓南 |
|                                    | ［太子道>                          |                                   | 国道162号                         |                                   | 北↑ ∧天神川通∨ ↓南 |
| <御池通>                           | <御池通>                           | 天神川御池                        | 国道162号                         |                                   | 北↑ ∧天神川通∨ ↓南 |
| 府道112号二条停車場嵐山線 <三条通> | 府道112号二条停車場嵐山線 <三条通> | 天神川三条                        | 国道162号                         |                                   | 北↑ ∧天神川通∨ ↓南 |
| 京福電気鉄道嵐山本線               | 京福電気鉄道嵐山本線               | 山ノ内1号踏切                     | 国道162号                         |                                   | 北↑ ∧天神川通∨ ↓南 |
| 市道186号嵐山祇園線 <四条通>       | 市道186号嵐山祇園線 <四条通>       | 天神川四条                        | 国道162号                         |                                   | 北↑ ∧天神川通∨ ↓南 |
| <高辻通>                           | <高辻通>                           | 天神川高辻                        | 国道162号                         |                                   | 北↑ ∧天神川通∨ ↓南 |
| 府道113号梅津東山七条線            | -                                  |                                   | 国道162号                         |                                   | 北↑ ∧天神川通∨ ↓南 |
| 国道9号 <五条通>                   | 国道9号 <五条通>                   | 五条天神川                        | 国道162号                         | 1.4                               | 北↑ ∧天神川通∨ ↓南 |
| 国道9号 <五条通>                   | 国道9号 <五条通>                   | 五条天神川                        | 市道184号                         | 1.4                               | 北↑ ∧天神川通∨ ↓南 |
| 天神川                             | 天神川                             | 西京極橋                          |                                   |                                   | 北↑ ∧天神川通∨ ↓南 |
|                                    | 府道113号梅津東山七条線            |                                   | -                                 |                                   | 北↑ ∧天神川通∨ ↓南 |
| 阪急京都本線                       | 阪急京都本線                       | 西京極駅                          | -                                 |                                   | 北↑ ∧天神川通∨ ↓南 |
| -                                  | ［花屋町通>                        | 西京極駅前                        | -                                 |                                   | 北↑ ∧天神川通∨ ↓南 |
| <葛野西通］                        | -                                  |                                   | -                                 |                                   | 北↑ ∧天神川通∨ ↓南 |
| <七条通>                           | <七条通>                           |                                   | -                                 |                                   | 北↑ ∧天神川通∨ ↓南 |
| 府道142号沓掛西大路五条線 <八条通> | 市道184号宇多野吉祥院線 <八条通>   | 桂小橋                            | -                                 |                                   | 北↑ ∧天神川通∨ ↓南 |
| 府道142号沓掛西大路五条線 <八条通> | 市道184号宇多野吉祥院線 <八条通>   | 桂小橋                            | -                                 |                                   | 北↑ ∧天神川通∨ ↓南 |